# Maori Lakes
Die Maori Lakes sind eine Gruppe von Seen im Ashburton District der Region Canterbury auf der Südinsel von Neuseeland.

## Geographie
Die Maori Lakes sind eine Gruppe von fünf Seen in einem Feuchtgebiet, die in ihrer Größe mindestens 0,8 Hektar Fläche einnehmen und die westlich angrenzend der Bergkette der Client Hills zu finden sind. Sie liegen zwischen der Bergkette im Osten und dem South Branch Ashburton River/Hakatere im Westen. Von West nach Ost umfassen die Seen Flächen von 10,6 Hektar, 0,8 Hektar, 1,2 Hektar, 1,0 Hektar und 9,1 Hektar, was zusammen eine Fläche von 23,7 Hektar ausmacht. Die Seen liegen in einem Areal von rund 85 Hektar. Die maximale Tiefe des westlichen und größten See beträgt 1,8 m.
Die Seen sind allesamt Teil des Feuchtgebietes und beziehen ihr Wasser dort her. Der östliche und zweitgrößte See bekommt zusätzlich einen Zufluss vom Jacobs Stream, der den See und das gesamte Feuchtgebiet nach Süden hin auch entwässert. Der Jacobs Stream mündet rund 2,9 km flussabwärts in den South Branch Ashburton River/Hakatere.

## Fernwanderweg
An der Südseite des Feuchtgebietes und zwischen dem östlichen See und den Client Hills führt der von Westen kommende Fernwanderweg Te Araroa Trail vorbei.